# (32746) 1981 EW2
1981 EW2 (asteroide 32746) é um asteroide da cintura principal. Possui uma excentricidade de 0.11137910 e uma inclinação de 13.19078º.
Este asteroide foi descoberto no dia 2 de março de 1981 por Schelte J. Bus em Siding Spring.